# 斯坦·马什
斯坦利·蘭德爾·“斯坦”·马什（英語：Stanley Randall "Stan" Marsh，臺譯屎蛋，港譯粉腸，中國大陸譯斯坦），是动画片《南方公園》的四名主角之一，英文版由特雷·帕克配音，这一角色的特点亦基本来自于特雷·帕克。最早创作于1992年的动画短片《耶稣与雪人》中，并于1997年8月13日以《南方公园》人物首次在电视上播出。

## 角色
生日是10月19日，也是特雷·帕克的生日。主要穿著咖啡色紅領的夾克，戴著紅色手套跟紅藍色的絨球毛帽。體重63磅（28.6公斤），喜歡鯨豚類，害怕蛇，擅長玩Yahtzee，對機械有一定的了解且會彈吉他。他是一个左右手都灵活的人，但他常常用他的右手，在棒球隊中擔任投手，橄欖球很強，曾靠著他的運動才能而破了南方公園美式足球從未得分的紀錄。屎蛋在沮喪或憤慨有個招牌動作為用單手閉眼壓著鼻樑上方，雖然其他角色也相同動作但屎蛋是最常見。此外屎蛋常被爺爺錯叫成比利，養了一隻同性戀的狗阿猛（Sparky），斯坦有一位名為温蒂（Wendy，中國大陸亦譯溫蒂，港譯大波蓮）的女朋友，眼睛顏色似乎是藍色。在浣熊俠聯盟裡，他在聯盟裡面扮演的是工具俠。緊張時會吐，當然包括跟女朋友說話的時候。住家門號為2001。

## 性格
富有正義感且相當溫柔，常常在劇中會做出溫馨的舉動，由第四季第七集中可看出屎蛋是一个爱唠叨而且颠覆传统言论的人。每次看到喜歡的異性的時候就會嘔吐，甚至有時會跟溫蒂討論嘔吐物的內容，不過在第7季14集後，溫蒂變心，後來在十一季十四集復合，屎蛋就很少嘔吐了。